# Serreta (equitación)
Se llama gatillo, media-caña o serreta a una pieza de hierro, semicircular, la principal del cabezón del caballo y en la que descansa éste sobre su nariz. 
La serreta se compone de una media-caña dentada, dos pilares con sus anillas, otra en medio, mayor llamada de picadero, y dos planchuelas para la colocación de la muserola y los montantes.
Para la colocación de la serreta hay que cuidar que los dentellones no sean muy agudos ni muy obtusos, ni que tengan asperezas escabrosas. Si son muy agudos y se aprieta mucho la piel de la zona en contacto se hiere, el hueso padece y la contusión reiterada produce la elevación conocida en algunos países con el nombre de nariz de rinoceronte. Si son muy obtusos y está flojo no produce el efecto que se desea y si es escabroso araña la piel, se enredan los pelos y el animal sufre más de lo necesario.